# Oshkosh M-ATV
M-ATV — американский колёсный бронеавтомобиль.

## История
Машина создана американской компанией Oshkosh Truck. Броневой автомобиль разработан по программе министерства обороны США MRAP (Mine Resistant Ambush Protected — Защищена противоминной стойкостью от засад). Летом 2009 года компания «Ошкош» получила заказ на тысячу бронеавтомобилей M-ATV для армии США. Стоимость контракта оценивается в 438 000 000 долларов. Хорошая мобильность M-ATV, которая определяется повышенной проходимостью, достигается за счёт системы независимой подвески Oshkosh TAK-4®. M-ATV построена с колёсной формулой 4 × 4.
Стоимость одной машины составляла в 2009 году около 470 000 долларов.

## На вооружении

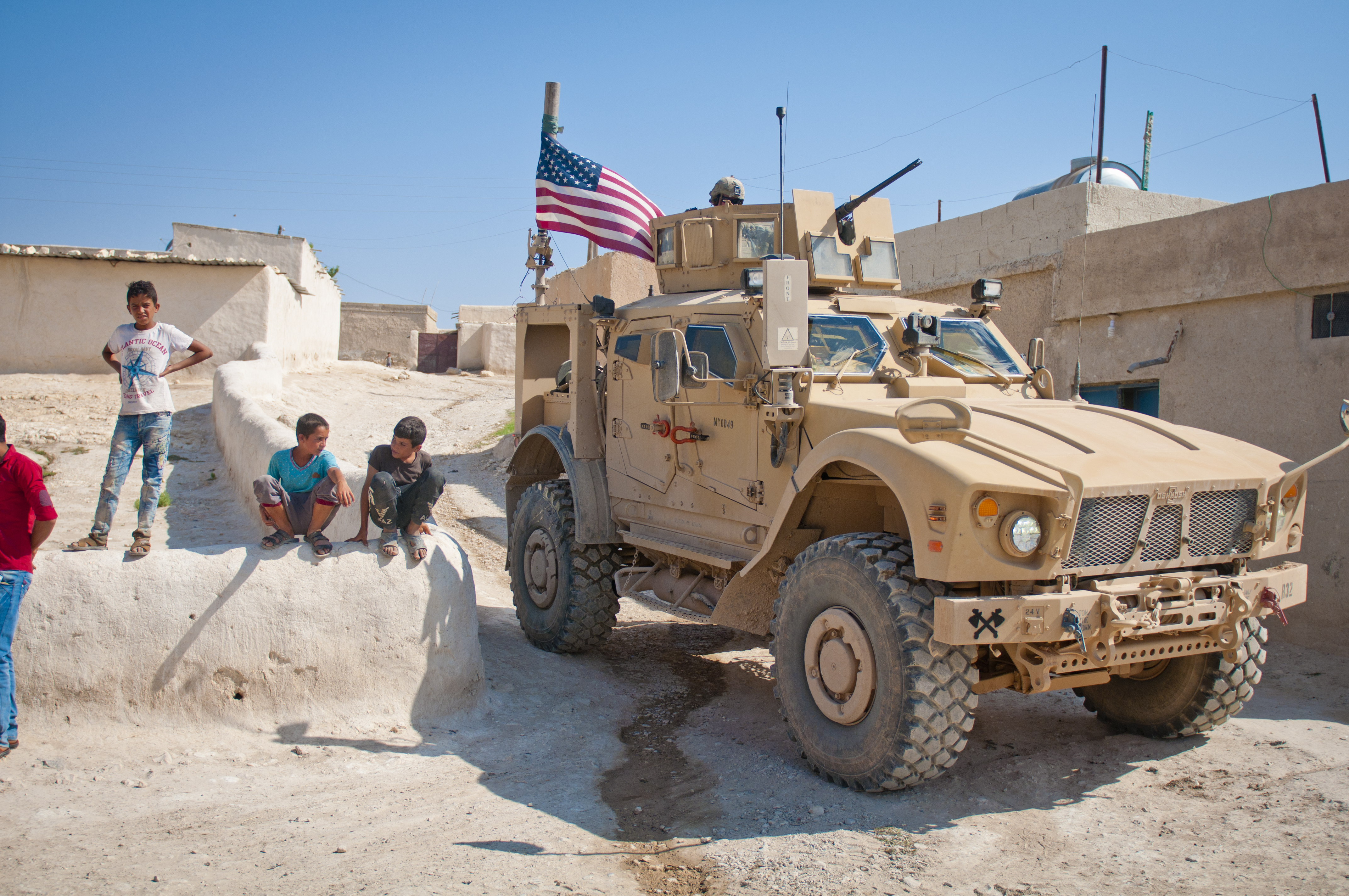
Американский M-ATV, недалеко от Манбиджы, Сирия, июль 2018 года

- США — 6 995 единиц по состоянию на 2016 год[1];
- Польша — 45 единиц по состоянию на 2024 год[2];
- Узбекистан — переданы безвозмездно 308 единиц[3];
- Саудовская Аравия — 160 единиц по состоянию на 2016 год[4];
- ОАЭ — 750 единиц по состоянию на 2016 год[5];
- Хорватия — 53 единицы по состоянию на 2024 год[6];
- Украина — неизвестное количество на вооружении по состоянию в 2024 год, получены из США[7].

## Боевое применение
Oshkosh M-ATV Саудовской Аравии, а также Объединённых Арабских Эмиратов, участвуют в боевых действиях в Йемене против повстанцев-хуситов.
Используется ВСУ в боях против ВС РФ в ходе вторжения России в Украину.